# Magach

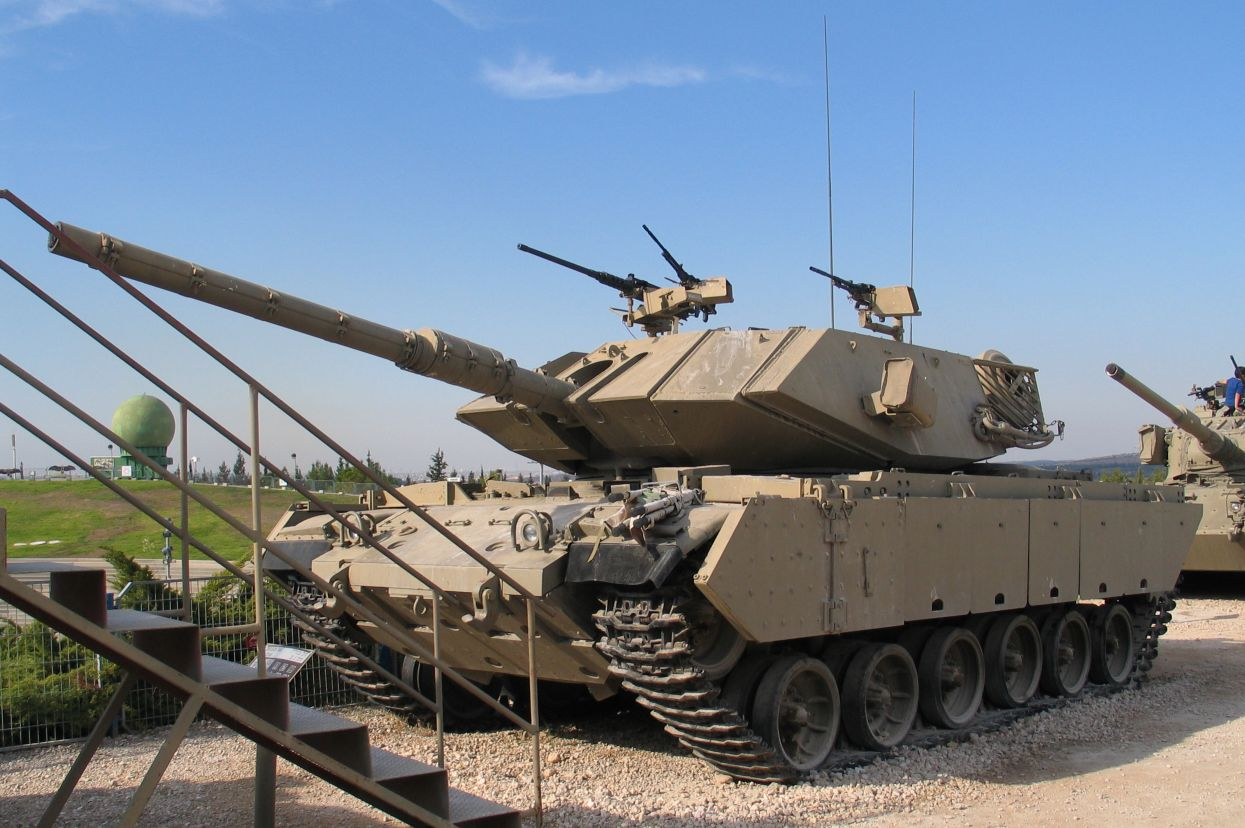
Magach 7C im Yad la-Shiryon Museum, Israel

Magach (hebräisch מַגָּח Maggach, deutsch ‚Rammstoß‘) ist eine Kampfpanzerbaureihe der israelischen Streitkräfte (IDF), die auf den US-Modellen M48 und M60 aufbaut.

## Geschichte
Die Panzer, die den Grundstock für den Magach bildeten, wurden einerseits von den USA gekauft (M60), andererseits 1967 im Sechstagekrieg von Jordanien erbeutet (M48). Einige Panzer vom Typ M48A2 wurden in den 1960er-Jahren in der Bundesrepublik Deutschland aus ausgemusterten Beständen der Bundeswehr gekauft und waren bereits im Sechstagekrieg im Juni 1967 im Einsatz. Um innenpolitische Auseinandersetzungen zu vermeiden, wurde dies von beiden Staaten geheim gehalten.
Nach dem Krieg begann man, die Kriegserfahrungen in technische Modifikationen einfließen zu lassen, die der Beginn des Magach-Programm waren. Aus dem M48A3 wurde der Magach 3. Die 90-mm-Originalkanone wurde durch die britische 105 mm (L7) ersetzt, das Profil durch eine Verringerung der Turmhöhe gesenkt, die Kommunikationsausrüstung modernisiert und der schwache und brandanfällige Benzinmotor durch einen 750-PS-Dieselmotor ersetzt.
Während des Jom-Kippur-Krieges (1973) waren im Gegensatz zu einigen wenigen Magach 6 (M60 in Originalversion) über 800 Magach 3 im Einsatz. Die israelischen Streitkräfte erlitten schwere Verluste an Magach 3, bei denen sich leicht entzündliche Hydraulikflüssigkeit im Vorderteil des Turms als Schwachpunkt erwies. Die Ausfälle wurden durch eine neue Version, den M48A5 (Magach 5) und M60 (Magach 6) während der 1970er-Jahre ersetzt.
In den 1980er- und 1990er-Jahren wurden die Magach Stück für Stück durch den Merkava in seiner Rolle als primärer Kampfpanzer des Heeres ersetzt, trotzdem bildet die Baureihe mit ihren stetig weiterentwickelten Kampfwertsteigerungen nach wie vor das Rückgrat der israelischen Panzerwaffe.
Vor dem Libanonkrieg 1982 wurden Magach 6 erstmals mit einer Reaktivpanzerung (engl. explosive reactive armor (ERA)) ausgerüstet. Das neueste Model Magach 7 ist nach wie vor im Dienst und hat eine verbesserte Panzerung, die Merkava-Zielelektronik, eine neue Feuerlöschautomatik, eine Hitzesignaturverringerung und eine Nebelmittelwurfanlage.
Im Jahr 2000 befanden sich noch etwa 1500 Fahrzeuge der Versionen Magach 6B Gal und Magach 7 im Dienst.

## Versionen

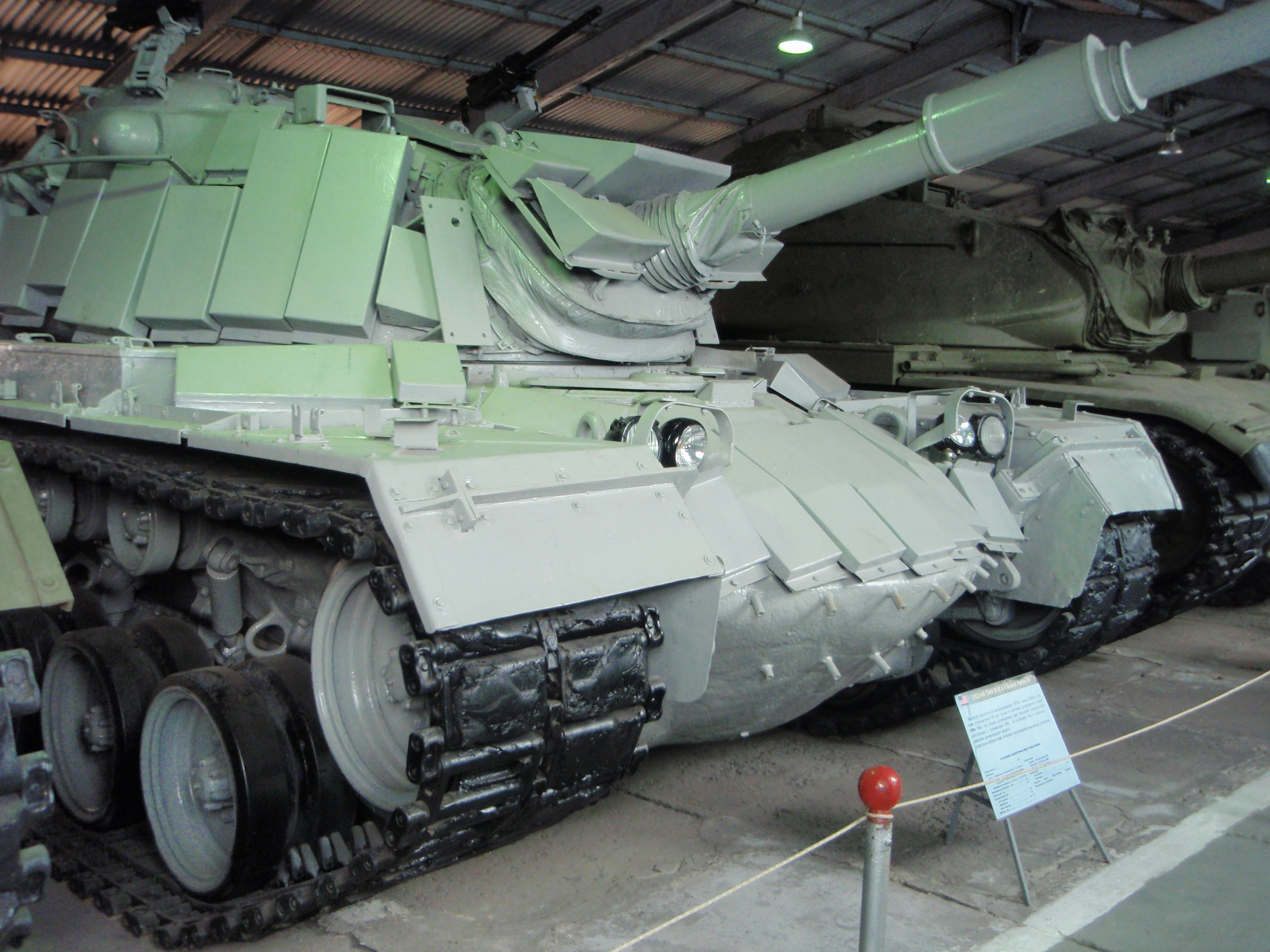
Magach 3 im Panzermuseum Kubinka

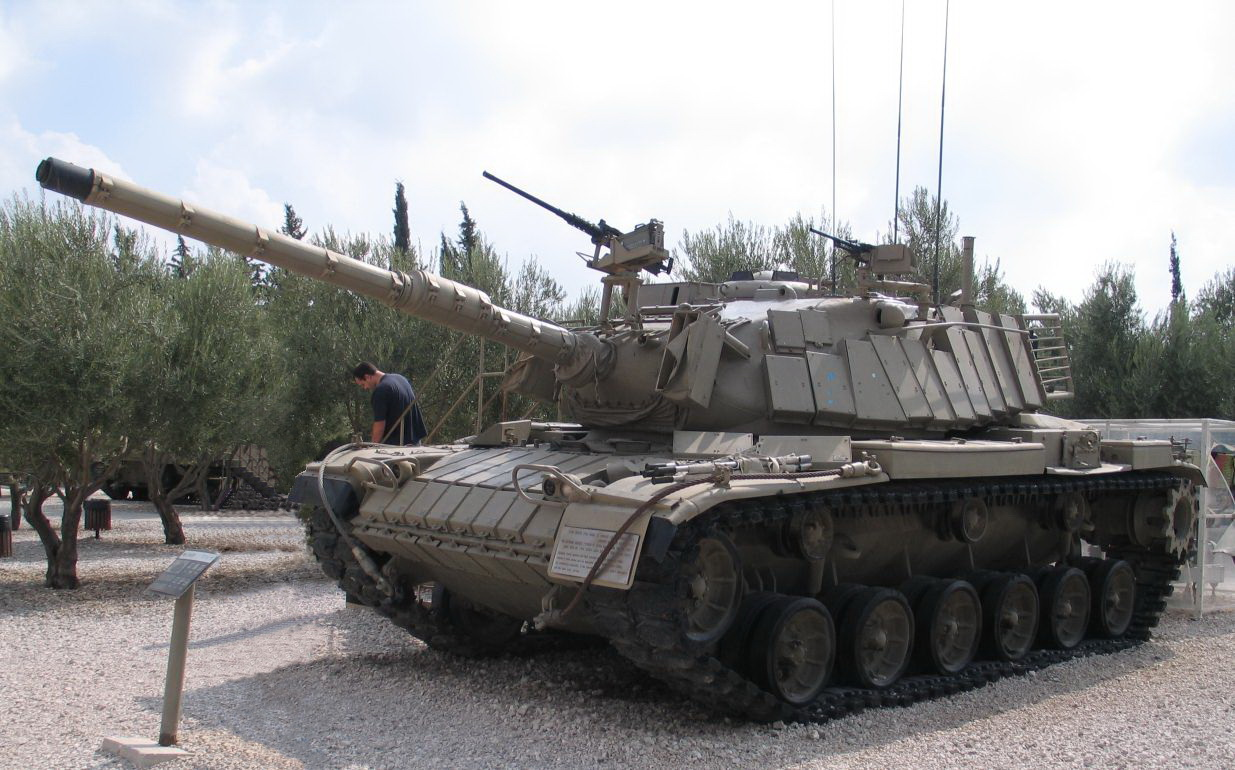
Magach 6 im Yad la-Shiryon Museum, Israel

- Magach 1: M48A1 in originaler Ausführung.
- Magach 2: M48A2C in originaler Ausführung.

- Magach 3: Modernisierter M48A1/A2 mit 105-mm-L7-Kanone, niedrigem Turmprofil, neuer Kommunikationstechnik, 750-PS-Dieselmotor vom Typ Continental AVDS-1790-2A mit einem Allison CD-850-6-Getriebe.
- Magach 5: M48A5 in Originalkonfiguration. Grundsätzlich ähnlich dem Magach 3, aber mit anderem Motor und Getriebe: AVDS-1790-2D und CD-850-6A.
- Magach 6: Modernisierter M60/M60A1/M60A3 mit niedriger Kommandantenkuppel und Blazer ERA (Reaktivpanzerung).
  - Magach 6A (6 Alef): Modernisierter M60A1. Alle Fahrzeuge werden wahrscheinlich zum Magach 6B aufgerüstet.
  - Magach 6B (6 Bet): Ähnlich aufgerüsteter M60A1 RISE (M60A1 mit AVDS-1790-2C RISE (besserer und verlässlicherer Motor)).
  - Magach 6B Gal (6 Bet Gal): Magach 6B mit Gal-Feuerleitsystem.
  - Magach 6B Gal Batash (6 Bet Gal Batash): Magach 6B Gal, ausgerüstet mit Passivpanzerung der vierten Generation und einem 908-PS-Motor. Der Turm hat angewinkelte Seiten und Ummantelungen. Diese Version wird inoffiziell teilweise als Magach 7D oder Magach 8 bezeichnet. Eine geringe Anzahl wurden zum Magach 6B Gal aufgerüstet.
  - Magach 6B Baz (6 Bet Baz): Magach 6B mit Baz-Feuerleitsystem. Eine geringe Anzahl wurde zum Magach 6B aufgerüstet.
  - Magach 6C (6 Gimel): Modernisierter M60A3.
  - Magach 6R (6 Resh): Modernisierter M60 mit verbessertem Motor auf AVDS-1790-2AG-Niveau mit besserem Generator für die Bordelektrik im Vergleich zum AVDS-1790-2A.
  - Magach 6R* (6 Resh*): Magach 6R mit Vorbereitung zur Aufnahme des Nachal-Oz-Feuerleitsystems.
  - Magach 6M (6 Mem): Magach 6R mit Nachal-Oz-Feuerleitsystems.
- Magach 7: M60 mit 908-PS-AVDS-1790-5A-Motor, zusätzlicher passiver Panzerung und Feuerleitsystem auf Merkavabasis. Es gibt drei Untervarianten des Magach 7:
  - Magach 7A (7 Alef): Überarbeitete Ummantelung der Kanonenhitzeaustrittsspalten zur Verringerung der Hitzesignatur.
  - Magach 7B (7 Bet): Prototypzwischenvariante mit Panzerungskonfiguration ähnlich dem 7C. Ging nie in Serie.
  - Magach 7C (7 Gimel): Mit überarbeiteter und angewinkelter Ummantelung der Hitzeausstrittsspalten der Kanone.

Aktueller Bestand:

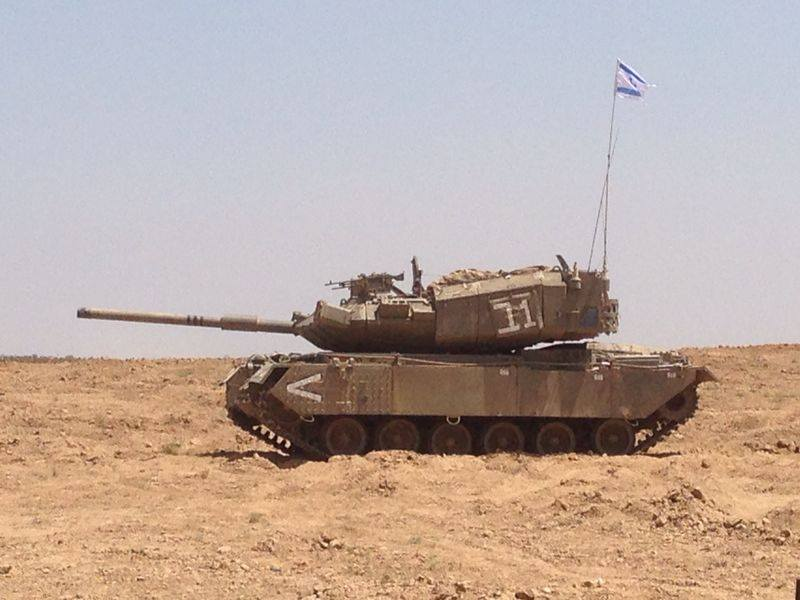
Waffenträger Pereh mit 12 Spike-NLOS-Raketen. Die Bordkanone ist eine Rohrattrappe.

- M48A5: 200 Stück, wobei keiner einsatzbereit ist. Die Panzer sind eingelagert.
- M60/M60A1: 360 Stück, 260 davon einsatzbereit. Die Panzer sind eingelagert.
- M60A3/upgraded und M60/Magach 7: 1040 Stück. Alle sind im Dienst.
- Pereh: Mindestens 40 M48A5 wurden 1982 zum Waffenträger Pereh für Spike-NLOS-Raketen umgerüstet. Die Existenz des Panzertyps wurde 2015 veröffentlicht.[3]

Der Magach sollte nicht mit dem Sabra verwechselt werden, einer kampfwertgesteigerten M60A1/A3-Variante für den Export in die Türkei, die dem Magach 7 sehr ähnlich ist, aber mit der 120-mm-Glattrohrkanone des Merkava 3 ausgerüstet ist.